# Macrohaltica crypta
Macrohaltica crypta es una especie de insecto coleóptero de la familia Chrysomelidae. Fue descrita en 2006 por Santisteban.